# Plaza de Cataluña
La plaza de Cataluña (en catalán: plaça de Catalunya) es una céntrica plaza de Barcelona, uno de los centros neurálgicos de la ciudad. Tiene una superficie de 5 hectáreas.
La plaza contiene fuentes y estatuas, así como una rosa de los vientos (o rosa náutica) en el pavimento central. Constituye el punto de unión entre el núcleo viejo de la ciudad y el Ensanche. De aquí parten importantes vías de la ciudad como la Rambla, el paseo de Gracia, la rambla de Cataluña o las rondas de la Universidad y de San Pedro, y la calle de Pelayo, así como la avenida de Portal del Ángel, la gran arteria comercial de la ciudad, y antigua puerta de las murallas.

## Historia

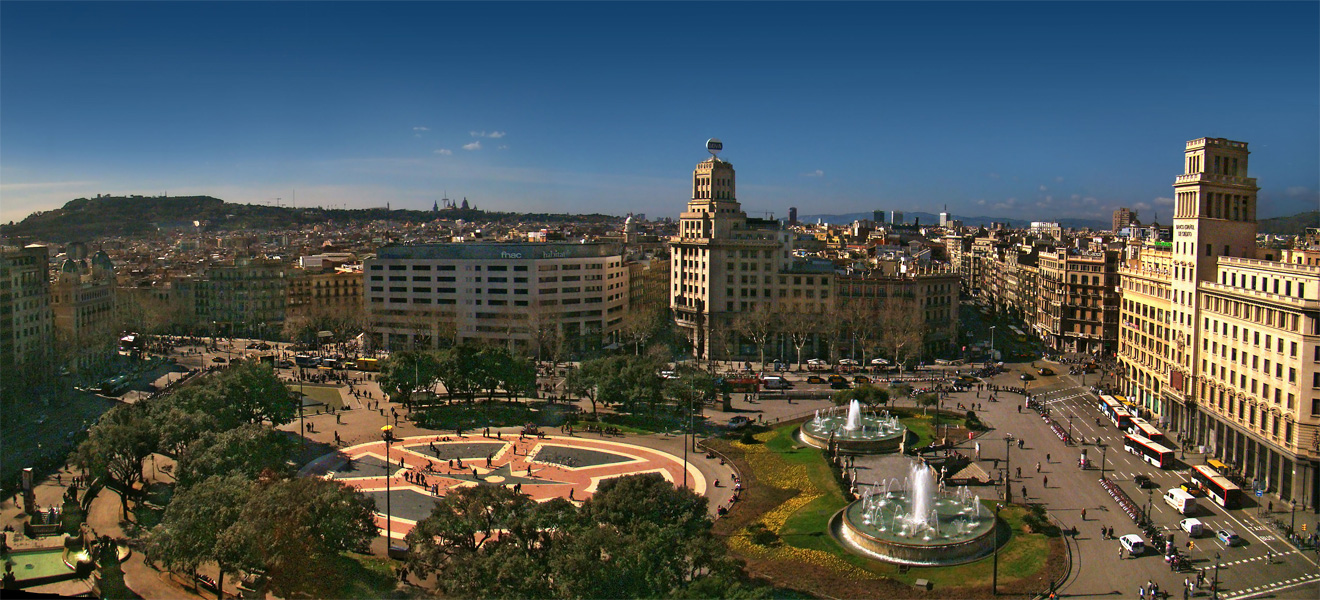
La plaza de Cataluña es el nexo de unión entre la ciudad vieja y el distrito del Ensanche de Barcelona

Hasta que se derribaron las murallas, el espacio actualmente ocupado por la plaza era una explanada a las afueras de la ciudad situada justo enfrente de una de las puertas principales, desde donde salían caminos hacia las poblaciones de los alrededores. Esto convirtió el lugar en el emplazamiento ideal para situar mercados al aire libre, y lo convirtió en un punto importante de la vida de la ciudad.
Posteriormente, se derribaron las murallas y se empezó a construir el Ensanche diseñado por Ildefonso Cerdá. El plan urbanístico de Cerdá no incluía ninguna plaza donde ahora está la plaza de Cataluña, puesto que según su plan el barrio gótico, igual que los otros núcleos de antiguas poblaciones del llano de Barcelona, quedaban relegados a barrios periféricos, mientras que el nuevo centro debía ser un lugar céntrico y bien comunicado, como por ejemplo la plaza de las Glorias Catalanas, que Cerdá diseñó con la voluntad de ser el nuevo epicentro, justo en el cruce de las principales vías de la ciudad, la avenida Diagonal, la Gran Vía de las Cortes Catalanas y la avenida Meridiana.
A diferencia del plan Cerdá, el Plan Rovira de 1859, el preferido por el Ayuntamiento y la burguesía de la ciudad, sí que preveía una gran plaza en este punto. La inercia del uso que se daba a este espacio, combinada con el hecho de que el que debía convertirse en la plaza de las Glorias Catalanas solo era un descampado alejado de toda construcción, hicieron que la ciudad ocupara el solar de la plaza de Cataluña, que teóricamente debía ser edificable, con cafés, teatros y barracas de feriantes.

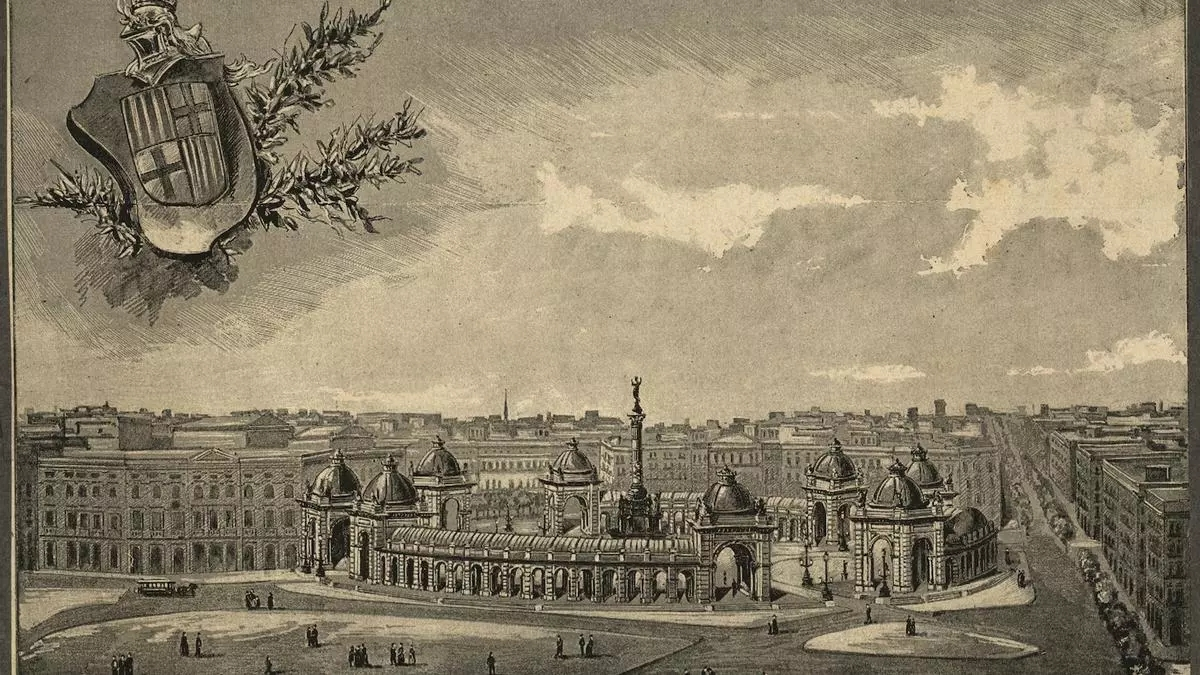
Proyecto para la plaza de Cataluña de Pedro Falqués (1887)

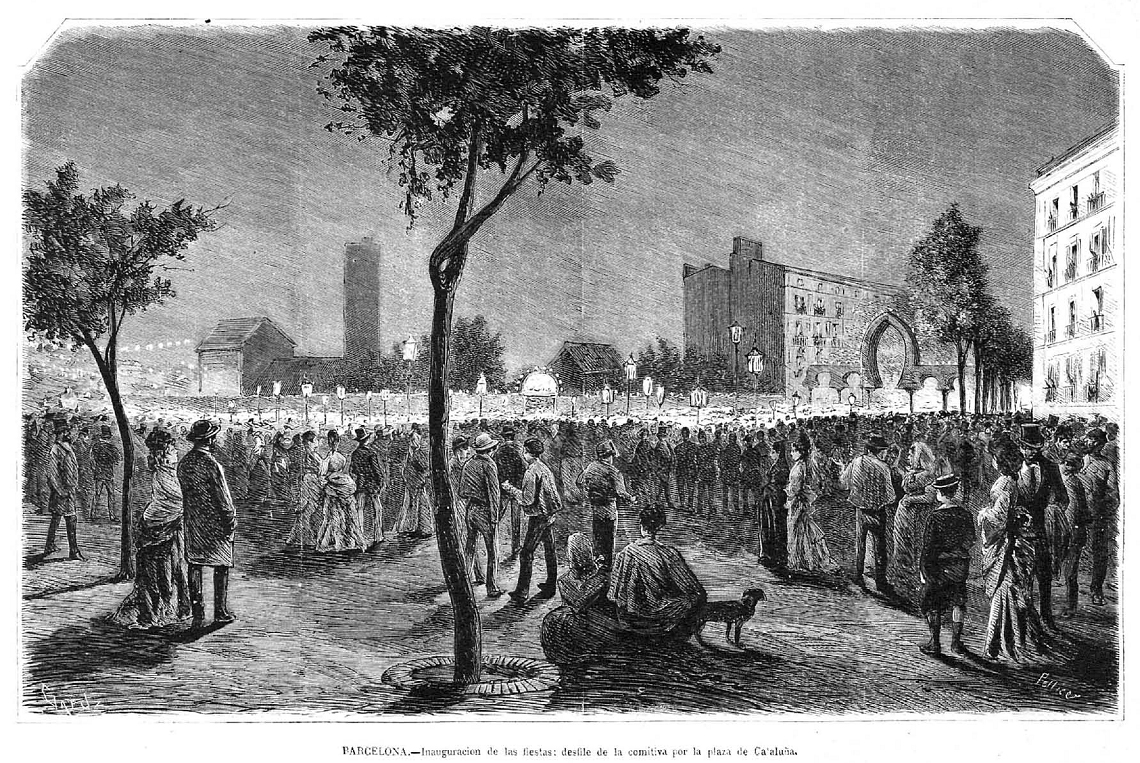
La plaza hacia 1872, dibujo de Pellicer, grabado de Capuz, en La Ilustración Española y Americana

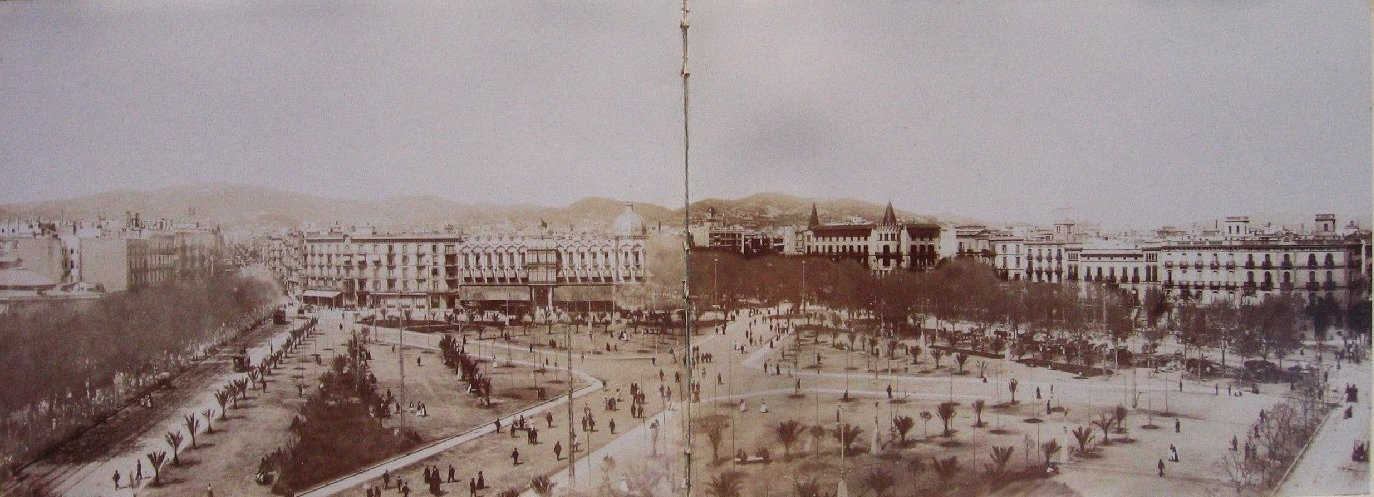
La plaza de Cataluña hacia 1900

En 1862 el Ayuntamiento pidió que se comenzase urbanizar como plaza, pero el permiso oficial no fue concedido hasta el año 1889, con motivo de la Exposición Universal de 1888, cuando se convocó un concurso que ganó Pedro Falqués. En 1892 fueron expropiados los terrenos, casas, y otras construcciones que se habían ido construyendo en medio del espacio que se había formado por el derribo de las murallas en 1858, un espacio que ya era conocido como la plaza de Cataluña.

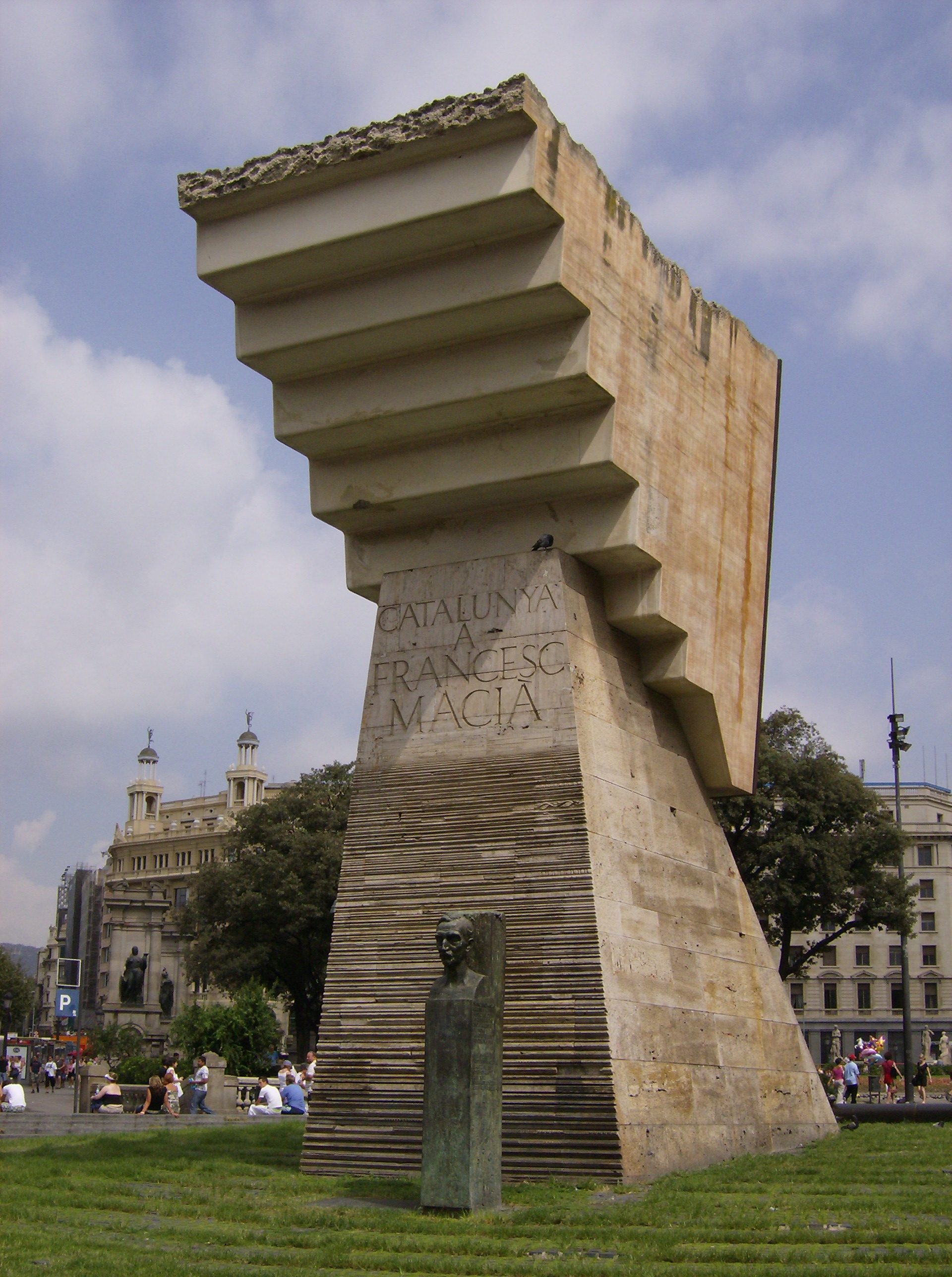
Monumento a Francesc Macià (1991), de Josep Maria Subirachs. El pedestal representa la historia de Cataluña, mientras que la escalera invertida e inacabada simboliza el futuro del país, que se va construyendo día a día, peldaño a peldaño

La primera etapa de urbanización (dos grandes vías en forma de aspa y una plaza circular en su punto de intersección) se inició en 1902. La segunda etapa se inició con motivo de la Exposición Internacional de 1929: el primer proyecto, de 1923, fue de Josep Puig i Cadafalch, pero se paralizó por las obras del metro entre 1924-1926 y definitivamente con la instauración de la dictadura de Primo de Rivera; fue sustituido por Francesc Nebot, que elaboró un proyecto prácticamente idéntico al de Puig, sustituyendo el obelisco previsto por el arquitecto modernista por un templete con columnata que finalmente no se llevó a término, motivo por el que Nebot dimitió, siendo sustituido por Joaquim Llansó, Josep Cabestany y Nicolás María Rubió Tudurí. La plaza fue inaugurada por Alfonso XIII el 2 de noviembre de 1927.
En 2008 se hicieron unas obras de remodelación del pavimento que rodea la plaza, del mosaico que alberga en el centro y mejora de los accesos añadiendo rampas.

### Arte público

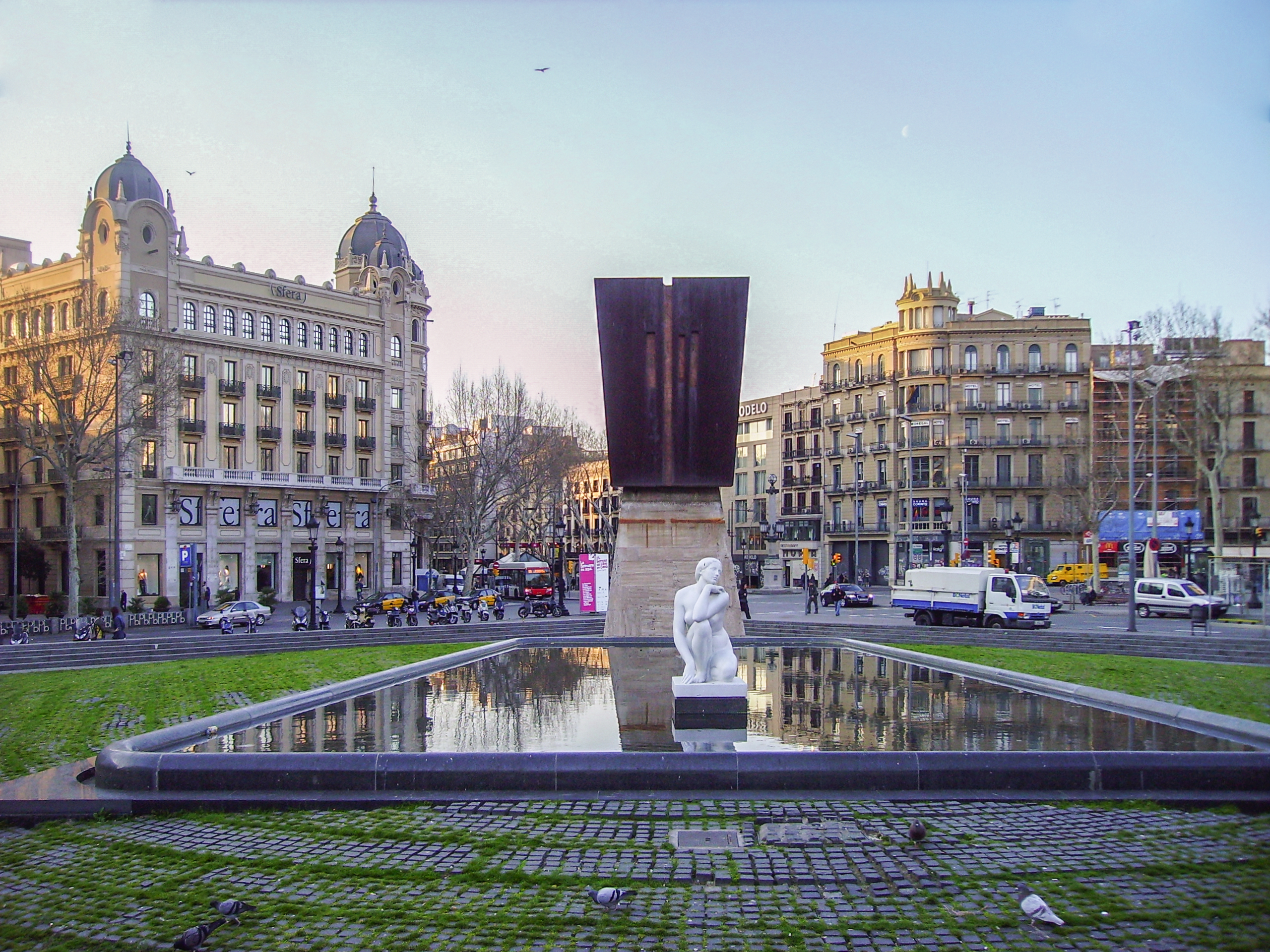
La Diosa de Josep Clarà, con el monumento a Macià de Subirachs y la Rambla al fondo

La plaza también destaca por las numerosas esculturas de importantes artistas expuestas a lo largo de su perímetro, entre las cuales destacan la Diosa de Josep Clarà, Barcelona de Frederic Marès y el Pastor de Pablo Gargallo, además de obras de Josep Llimona, Enrique Casanovas, etc., o el monumento a Francesc Macià de Josep Maria Subirachs, obra mucho más reciente (1991). Las obras del subsuelo, consideradas de gran valor urbanístico, comprendieron las galerías comerciales de la avenida de la Luz (actualmente subterráneo del Triangle). Hasta la guerra civil de 1936-1939, sus cafés y restaurantes (la Maison Dorée, el Colón, la Lluna, el Suís) fueron centro de muchas tertulias literarias y políticas ciudadanas. Fue también un centro de teatros, como el del Bon Retir (1876-1885), el Circ Eqüestre Alegria (1879-1895), Eldorado Concert (1887) o el Teatre Barcelona (1923).

## La plaza en la actualidad
Actualmente la plaza de Cataluña se considera el centro de la ciudad de Barcelona, y el kilómetro 0 de Cataluña. Aquí tienen inicio y fin la mayor parte de las líneas de autobuses urbanos y una buena parte de los interurbanos, y cuenta con una estación de metro (líneas L1 y L3), una de cercanías de Renfe (líneas R1, R3, R4 y R7) y una de los Ferrocarriles de la Generalidad de Cataluña (líneas L6, L7, S1 y S2 del llamado Metro del Vallès).
En el subsuelo de la plaza hay una oficina de atención al ciudadano de los Mozos de Escuadra y la oficina de turismo principal de la ciudad.
La plaza es un centro comercial y de servicios de primer orden. Tienen la sede hoteles, bancos y cajas, las oficinas de Telefónica, bares y restaurantes de llamada y varias tiendas y centros comerciales como los de El Corte Inglés y El Triángulo, con la FNAC. También están las oficinas consulares de Canadá.
Al gran espacio central de la plaza tienen lugar de manera habitual conciertos y celebraciones ciudadanas o eventos como exposiciones temporales y certámenes como la Semana del Libro en Catalán.

## Transporte

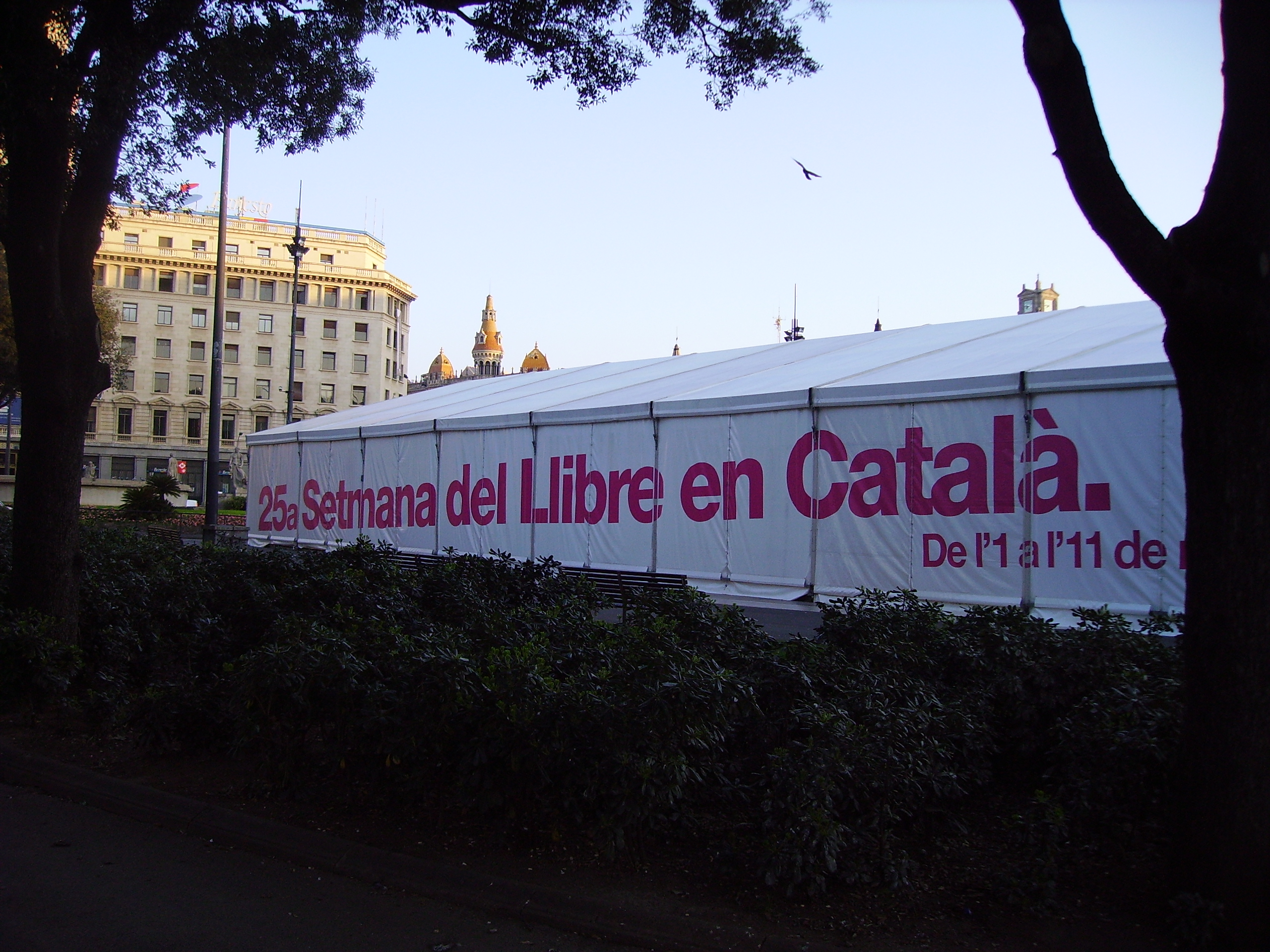
Semana del Libro en Catalán

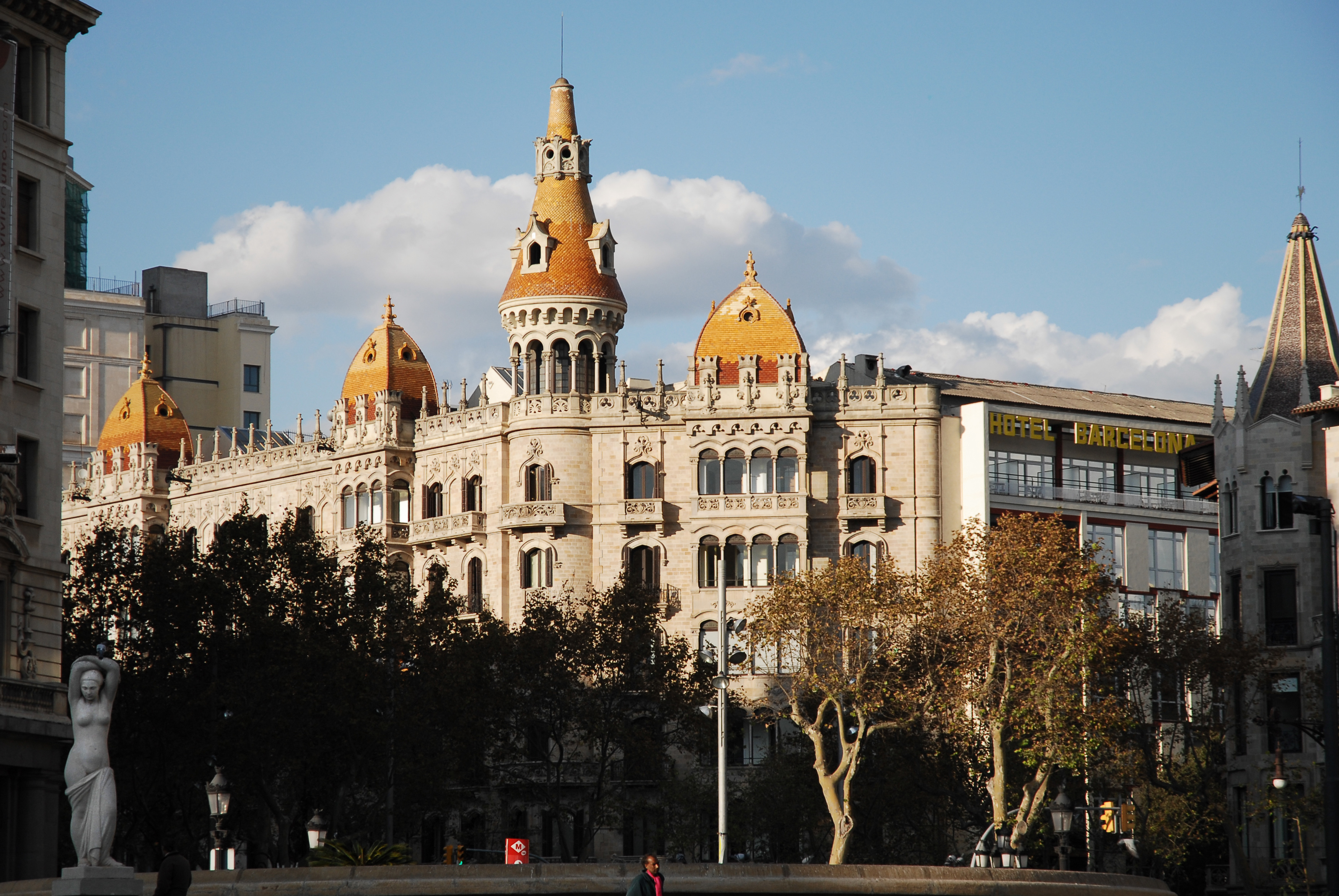
Inicio del paseo de Gracia

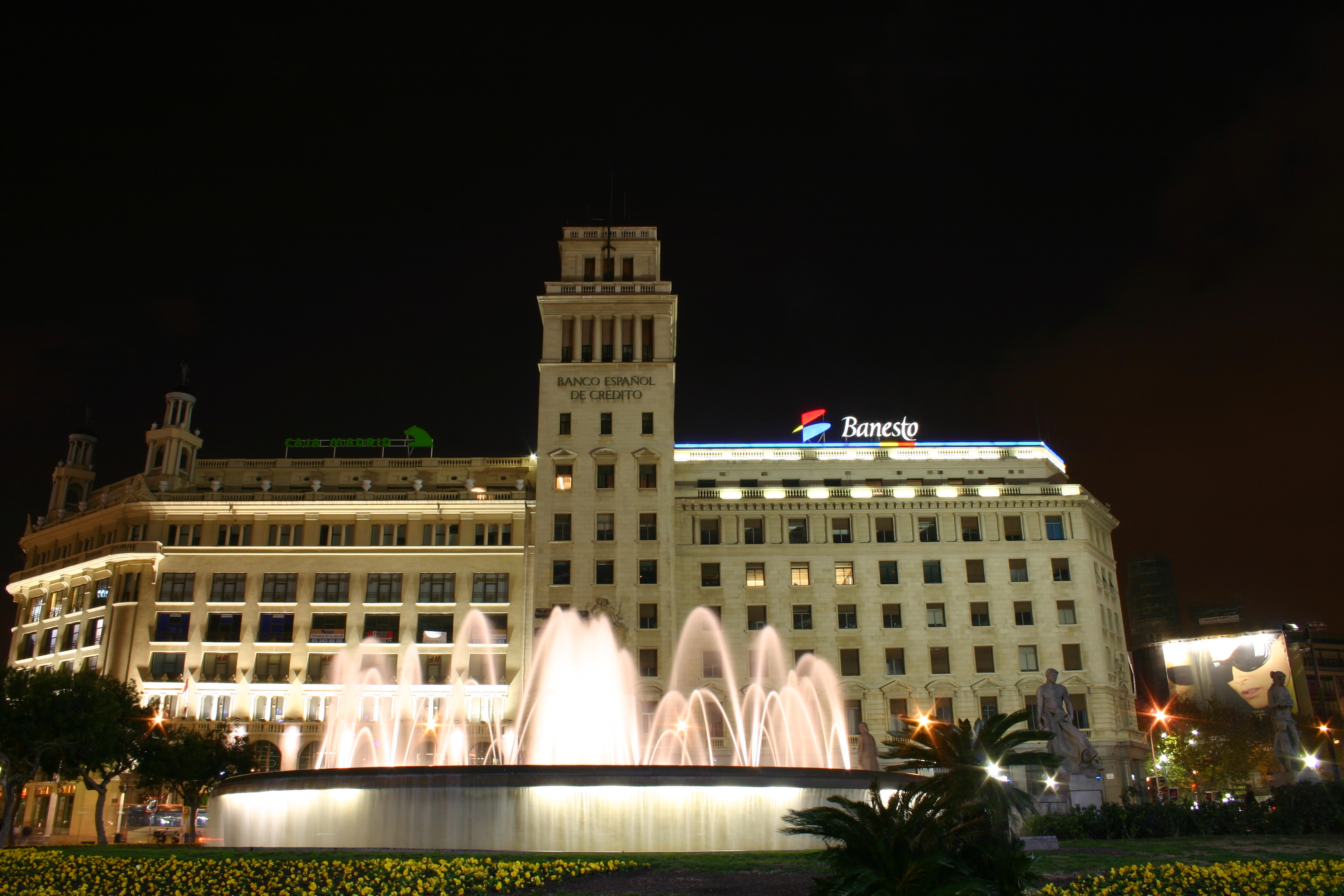
Edificio central por la noche

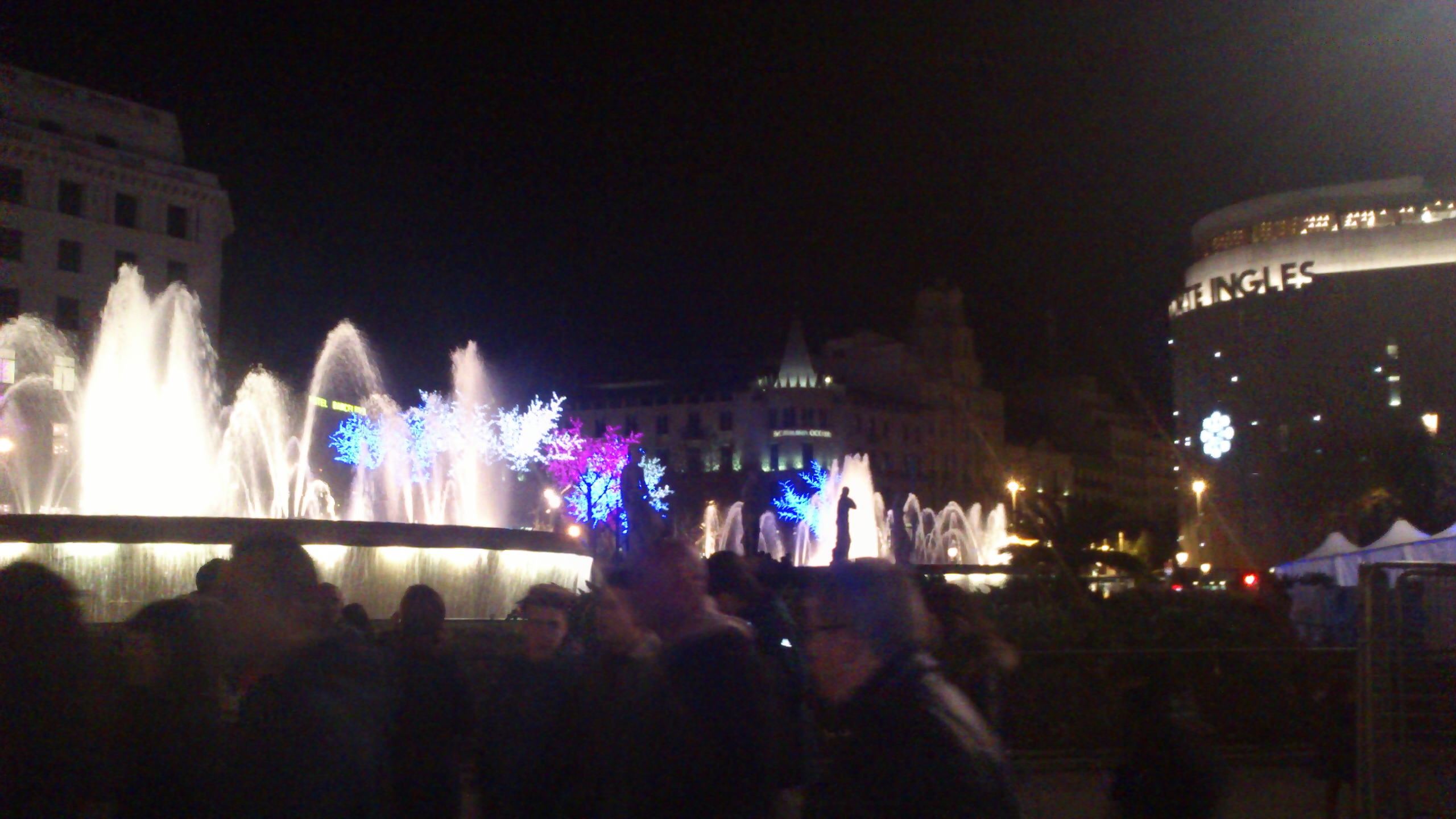
Navidad de 2013

La plaza es también uno de los más importantes centros de transportes de Barcelona, tanto por encima como por debajo de la superficie.

### Ferrocarril
El metro de Barcelona tiene en la Plaza de Cataluña uno de sus mayores intercambiadores. En la plaza se cruzan las L1 y L3 de TMB, las líneas L6 y L7, las líneas S1 y S2 del Metro del Vallès de FGC y las líneas R1, R3, R4, RG1 y R12 de Rodalies de Catalunya.

### Líneas de autobús

#### Autobús diurno
- 9 Pl. Cataluña - Pg. Zona Franca
- 14 Villa Olímpica - Pg. Bonanova
- 16 Urquinaona - Pg. Manuel Girona
- 17 Barceloneta - Av. Jordà
- 24 Av. Paralelo - Carmelo
- 28 Pl. Cataluña - Carmelo
- 41 Pl. Francesc Macià - Diagonal Mar
- 42 Pl. Cataluña - Santa Coloma
- 55 Parque de Montjuïc - Plaza Catalana
- 58 Plaza Cataluña - Avenida Tibidabo
- 59 Paseo marítimo - Plaza Reina María Cristina
- 62 Plaza Cataluña - Ciudad Meridiana
- 66 Pl. Cataluña - Sarrià
- 67 Pl. Cataluña - Cornellá
- 68 Pl. Cataluña - Cornellá
- 141 Av. Mistral - Barri del Besòs

#### Nitbus
| Línea | Origen/destino                                                            |
| ----- | ------------------------------------------------------------------------- |
| N0    | Circular                                                                  |
| N1    | Zona Franca (Mercabarna) <-> Roquetes (Aiguablava)                        |
| N2    | Hospitalet de Llobregat (Av. Carrilet) <-> Badalona (Vía Augusta)         |
| N3    | Collblanc (Camí Torre Melina) <-> Moncada y Reixach (Pl. España)          |
| N4    | Carmel (Gran Vista) <-> Vía Favència (Metro Canyelles)                    |
| N5    | Carmel (Gran Vista) <-> Pl. Cataluña (El Corte Inglés)                    |
| N6    | Sta. Coloma de G. (Oliveres) <-> Roquetes (Mina de la Ciutat)             |
| N7    | Pl. Llevant (Fòrum 2004) <-> Pl. Pedralbes                                |
| N8    | Can Caralleu <-> Sta. Coloma de G. (Can Franquesa)                        |
| N9    | Pl. Portal de la Pau <-> Tiana (Edith Llaurador)                          |
| N11   | Plaza Cataluña (FNAC) <-> Badalona (Hospital de Can Ruti)                 |
| N12   | Pg. Colom <-> Ctra. Laureà Mirò                                           |
| N13   | Plaza Cataluña <-> Parque sanitario Sant Joan de Déu                      |
| N14   | Rondad Universidad - Plaza Cataluña <-> Santiago Rusiñol - Doctor Trueta  |
| N15   | Pg. Colom - Cap. General <-> Torreblanca - Av. Generalitat                |
| N16   | Rda. Universitat - Pl. Cataluña <-> Av. dels Eucaliptus - Av. de Bellamar |
| N17   | Ronda Universitat - Pl. de Cataluña <-> Terminal Aeroport T1              |

#### Otros
- A1 Aerobús A1
- A2 Aerobús A2
- Bus turístic